# Superliga de Kosovo 2025-26
La Superliga de Kosovo 2025-26 será la 27.ª edición de la Superliga de Kosovo. La temporada comenzó el 16 de agosto de 2025 y terminará en mayo de 2025.

## Sistema de competición
La competición se disputa anualmente, empezando en agosto y terminando en mayo del año siguiente. Consta de un grupo único integrado por 10 clubes de fútbol. Siguiendo un sistema de liga, se enfrentarán todos contra todos en cuatro ocasiones, dos en casa y dos en campo contrario, hasta disputarse un total de 36 jornadas. El orden de los encuentros se decide por sorteo antes de empezar.
El equipo que al final de las 36 jornadas sume más puntos, será el campeón nacional y se clasificará para la ronda preliminar de la Liga de Campeones de la UEFA 2026-27. El segundo y tercer clasificado, tienen derecho a disputar la primera ronda clasificatoria de la Liga Conferencia de la UEFA 2026-27. El último y penúltimo clasificados descienden a la segunda categoría —Liga e Parë— y son reemplazados por los campeones de grupo de la división inferior; el antepenúltimo disputa la promoción por la permanencia. Por otro lado, el campeón de la Copa de Kosovo tiene derecho a disputar la primera ronda clasificatoria de la Liga Conferencia de la UEFA 2026-27.
Para clasificarse a competiciones europeas los equipos kosovares deben contar con una licencia que es otorgada por la Federación antes del inicio de cada temporada, en caso de que un equipo sin licencia finalice en posiciones de clasificación a torneos continentales su plaza será ocupada por el siguiente equipo que sí cuente con el permiso federativo.

## Relevos
| Pos   | a la Superliga de Kosovo 2025-26 |
| ----- | -------------------------------- |
| 1.° A | Drenica Skënderaj                |
| 1.° B | Prishtina e Re                   |

| Pos   | a la Liga e Parë 2025-26 |
| ----- | ------------------------ |
| 9.°.  | Suhareka                 |
| 10.°. | Feronikeli               |

## Equipos participantes
- En negrita los que llevan licencia de la UEFA.[2]

| Equipo            | Ciudad    | Estadio                                | Capacidad |
| ----------------- | --------- | -------------------------------------- | --------- |
| Ballkani          | Suva Reka | Estadio Suva Reka                      | 1500      |
| Drenica Skënderaj | Skënderaj | Bajram Aliu Stadium                    | 4000      |
| Drita             | Gnjilane  | Estadio Gjilan City                    | 15000     |
| Dukagjini         | Klina     | Estadio 18 de Junio                    | 1000      |
| Ferizaj           | Ferizaj   | Estadio de Pasto Sintético de Ferizaj  | 1500      |
| Gjilani           | Gnjilane  | Estadio de Pasto Sintético de Gnjilane | 1500      |
| Llapi             | Podujevo  | Estadio Zahir Pajaziti                 | 10000     |
| Malisheva         | Malisevo  | Estadio Liman Gegaj                    | 1800      |
| Pristina          | Pristina  | Estadio Fadil Vokrri                   | 13000     |
| Prishtina e Re    | Pristina  | FFK National Educational Camp          | 1000      |

## Tabla de posiciones
| Pos. | Equipo            | Pts. | PJ | G | E | P | GF | GC | Dif. | Clasificación 2026-27                 |
| ---- | ----------------- | ---- | -- | - | - | - | -- | -- | ---- | ------------------------------------- |
| 1    | Prishtina e Re    | 3    | 1  | 1 | 0 | 0 | 4  | 0  | +4   | Primera ronda de la Liga de Campeones |
| 2    | Pristina          | 3    | 1  | 1 | 0 | 0 | 3  | 2  | +1   | Primera ronda de la Liga Conferencia  |
| 3    | Ferizaj           | 3    | 1  | 1 | 0 | 0 | 1  | 0  | +1   | Primera ronda de la Liga Conferencia  |
| 4    | Ballkani          | 1    | 1  | 0 | 1 | 0 | 1  | 1  | 0    |                                       |
| 5    | Gjilani           | 1    | 1  | 0 | 1 | 0 | 1  | 1  | 0    |                                       |
| 6    | Drenica Skënderaj | 1    | 1  | 0 | 1 | 0 | 0  | 0  | 0    |                                       |
| 7    | Llapi             | 1    | 1  | 0 | 1 | 0 | 0  | 0  | 0    |                                       |
| 8    | Dukagjini         | 0    | 1  | 0 | 0 | 1 | 2  | 3  | −1   | Play-off de relegación                |
| 9    | Drita             | 0    | 1  | 0 | 0 | 1 | 0  | 1  | −1   | Descenso a la Liga e Parë 2026-27     |
| 10   | Malisheva         | 0    | 1  | 0 | 0 | 1 | 0  | 4  | −4   | Descenso a la Liga e Parë 2026-27     |

Actualizado a los partidos jugados el 18 de agosto de 2025.
 Fuente: Soccerway
Criterios de clasificación: Puntos · Puntos en enfrentamientos directos · Diferencia de goles en enfrentamientos directos · Goles marcados en enfrentamientos directos · Diferencia de goles · Goles a favor

## Resultados
Los clubes juegan entre sí en cuatro ocasiones para un total de 36 partidos cada uno.
| Local \ Visitante | BAL | DRE | DRI | DUK | FEI | GJI | LLA | MAL | PRE | PRI |
| ----------------- | --- | --- | --- | --- | --- | --- | --- | --- | --- | --- |
| Ballkani          | —   |     |     |     |     |     |     |     |     |     |
| Drenica Skënderaj |     | —   |     |     |     |     | 0–0 |     |     |     |
| Drita             |     |     | —   |     |     |     |     |     |     |     |
| Dukagjini         |     |     |     | —   |     |     |     |     |     | 2–3 |
| Ferizaj           |     |     | 1–0 |     | —   |     |     |     |     |     |
| Gjilani           | 1–1 |     |     |     |     | —   |     |     |     |     |
| Llapi             |     |     |     |     |     |     | —   |     |     |     |
| Malisheva         |     |     |     |     |     |     |     | —   | 0–4 |     |
| Prishtina e Re    |     |     |     |     |     |     |     |     | —   |     |
| Pristina          |     |     |     |     |     |     |     |     |     | —   |

| Local \ Visitante | BAL | DRE | DRI | DUK | FEI | GJI | LLA | MAL | PRE | PRI |
| ----------------- | --- | --- | --- | --- | --- | --- | --- | --- | --- | --- |
| Ballkani          | —   |     |     |     |     |     |     |     |     |     |
| Drenica Skënderaj |     | —   |     |     |     |     |     |     |     |     |
| Drita             |     |     | —   |     |     |     |     |     |     |     |
| Dukagjini         |     |     |     | —   |     |     |     |     |     |     |
| Ferizaj           |     |     |     |     | —   |     |     |     |     |     |
| Gjilani           |     |     |     |     |     | —   |     |     |     |     |
| Llapi             |     |     |     |     |     |     | —   |     |     |     |
| Malisheva         |     |     |     |     |     |     |     | —   |     |     |
| Prishtina e Re    |     |     |     |     |     |     |     |     | —   |     |
| Pristina          |     |     |     |     |     |     |     |     |     | —   |